# Oltressenda Alta
Oltressenda Alta [oltɾaˈsːɛnda ˈalta] (Oltressènda Ólta [ˌoltɾɛˈsɛnda ˈolta] in dialetto bergamasco) è un comune italiano sparso di 136 abitanti della provincia di Bergamo in Lombardia. Composto da due frazioni situate nella valle del torrente Ogna, laterale della Val Seriana, dista circa 37 chilometri a nord-est dal capoluogo orobico. La sede comunale è posta nel nucleo di Nasolino, mentre l'altro borgo è Valzurio.

## Geografia fisica

### Territorio

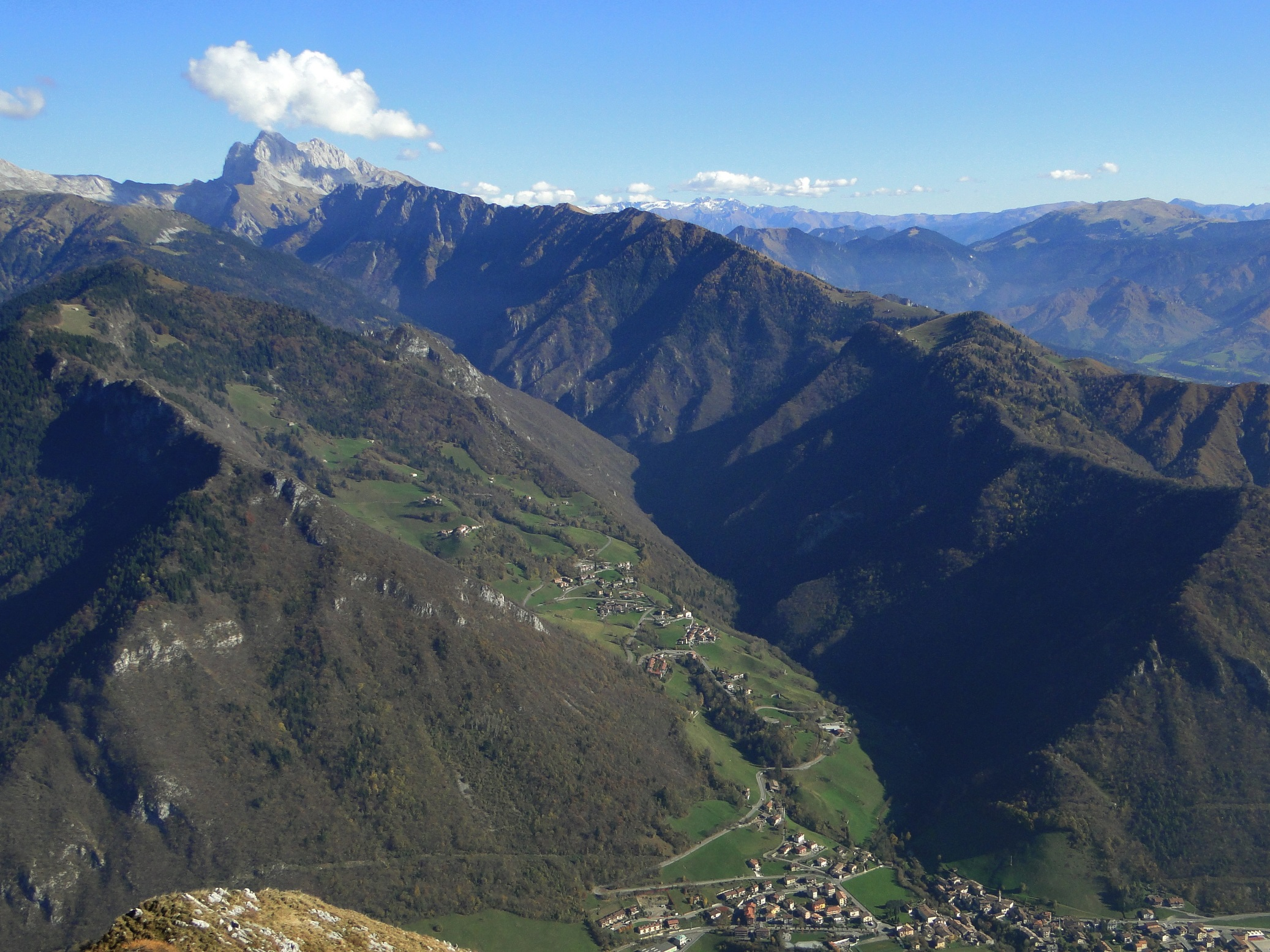
La Valzurio, vista dal monte Secco, che culmina con la Presolana

Il territorio comunale si presenta come una lunga striscia che si sviluppa perpendicolarmente alla valle Seriana, sul versante orografico sinistro della stessa, e che segue l'andamento orografico della Valzurio, solcata dal torrente Ogna. È compreso tra i circa 600 m s.l.m. della porzione più a valle ed i 2.427 della cima del monte Ferrante.
I confini amministrativi del comune per gran parte sono scanditi da limiti naturali. A Nord è difatti il crinale che conduce al monte Ferrante a fungere da linea di divisione con il comune di Vilminore e la valle di Scalve. Dopo la cima del suddetto monte i limiti ridiscendono lungo il corso del torrente Ogna, alla sinistra del quale si trova il territorio di Rovetta.
Il torrente Ogna segna il confine con Rovetta prima e Villa d'Ogna poi, fino ad arrivare poco più a valle del borgo di Nasolino, eccezion fatta per una piccola appendice larga un centinaio di metri che risale sull'opposto versante della valletta fino a raggiungere la località Rasga, nei pressi del monte Blum. La porzione più a valle del territorio si spinge fino ai pressi della contrada San Lorenzo, ricadente nel comune di Villa d'Ogna, da cui il confine risale poi sul versante destro della valzurio, sulle pendici del monte Fortino, la cui cima è condivisa con Ardesio.

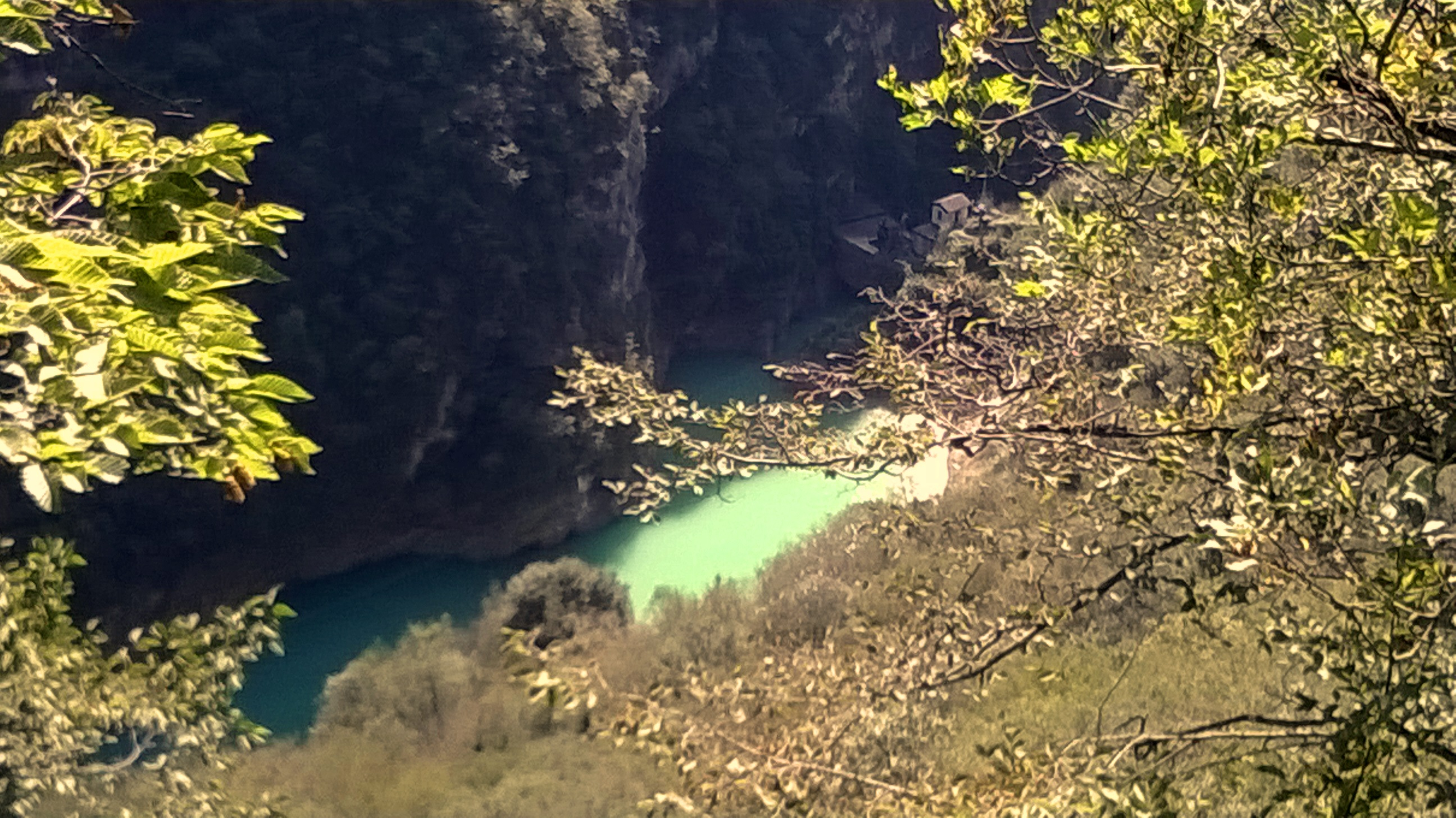
Il laghetto Azzurro, nei pressi di Valzurio

I limiti con quest'ultimo comune proseguono lungo il crinale che conduce alla Cima Ba ed alla località Colle Palazzo, da cui ridiscende nelle cosiddette valli Marce, per risalire nuovamente fino a raggiungere le cime Timogno (2.099 metri) e Benfit (2.172 metri) ed il passo degli Omini, per innestarsi sul crinale che, proveniente dal monte Vigna Vaga, raggiunge il monte Ferrante.
Per ciò che concerne l'idrografia, numerosi sono i corsi d'acqua che attraversano il territorio comunale. Il principale è l'Ogna, affluente del Serio da sinistra, che si sviluppa nella Valzurio e che raccoglie le acque di numerosi piccoli rivoli composti dalle acque in eccesso provenienti dalle propaggini circostanti.
Il torrente lungo il proprio corso, poco più a valle del borgo di Valzurio, forma alcuni piccoli laghetti, denominati “Laghetti azzurri” per via del loro colore intenso, che varia a seconda delle stagioni e delle condizioni atmosferiche.

## Origini del nome
Il nome deriva dal fatto che questo comune occupa la porzione di territori posti oltre la senda, vale a dire al di là della storica via di collegamento che, posta sul fondovalle, attraversa longitudinalmente i paesi del lato sinistro della valle Seriana, in territorio di Villa d'Ogna.

## Storia

### Dalla preistoria al Medioevo

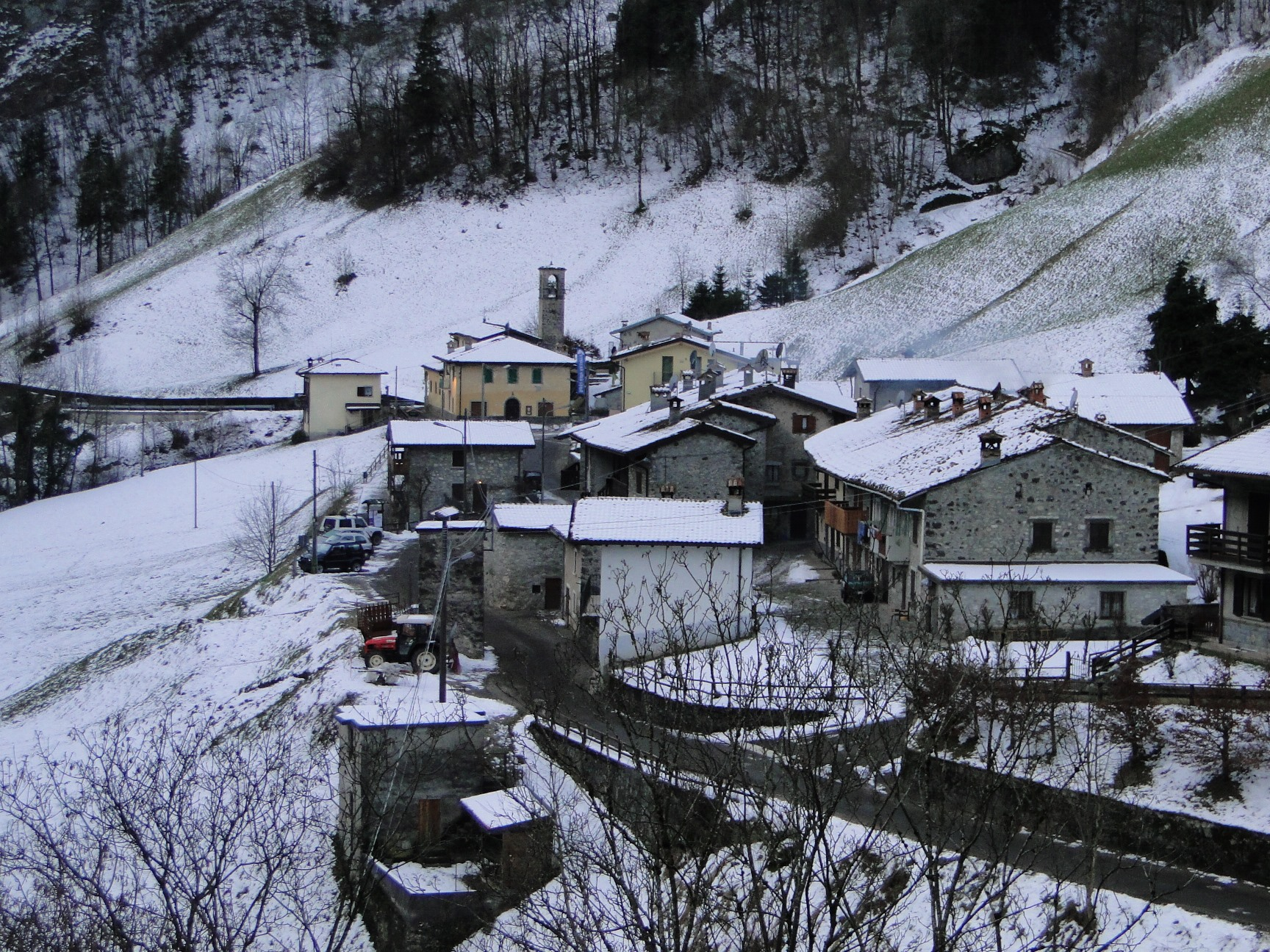
Il nucleo abitativo di Valzurio

Nonostante non siano stati rinvenuti segni che attestino la presenza dell'uomo nell'età antica, si presume che i primi insediamenti sarebbero riconducibili al VI secolo a.C. quando nella zona della val Seriana e delle sue piccole valli laterali, si stabilirono popolazioni di origine ligure dedite alla pastorizia, tra cui gli Orobi. Ad essi si aggiunsero ed integrarono, a partire dal V secolo a.C. le popolazioni di ceppo celtico, tra cui i Galli Cenomani: si trattava tuttavia di presenze sporadiche, che non formarono mai un nucleo abitativo definito.
I primi passi in tal senso si ebbero in seguito alla conquista dei Romani. Fu in quel periodo infatti che cominciarono ad essere sfruttate numerose miniere, per lo più di ferro nella parte alta della Valzurio e di barite presso il Moschel, che portarono un notevole incremento demografico. Non è da escludere che tra i nuovi abitanti vi potessero essere anche alcuni schiavi (i cosiddetti Damnati ad metallam), impiegati nei lavori più pesanti nell'ambito dell'estrazione del materiale. Gli abitanti, che vivevano prevalentemente in capanne, trovavano sostentamento dall'agricoltura e dalla pastorizia.
Al termine della dominazione romana vi fu un periodo di decadenza delle miniere con conseguente abbandono delle abitazioni, anche a causa delle frequenti scorrerie perpetrate dalle orde barbariche, che sovente costringevano la popolazione a cercare riparo sulle alture circostanti. La situazione ritornò a stabilizzarsi con l'arrivo dei Longobardi, popolazione che a partire dal VI secolo si radicò notevolmente sul territorio, influenzando a lungo gli usi degli abitanti: si consideri infatti che il diritto longobardo rimase de facto attivo nelle consuetudini delle popolazioni dell'alta valle Seriana fino alla sua abolizione, avvenuta soltanto nel 1491.
Con il successivo arrivo dei Franchi, avvenuto verso la fine dell'VIII secolo, il territorio venne sottoposto al sistema feudale, con il paese che inizialmente venne assegnato, al pari di gran parte della valle, ai monaci di Tours per poi essere infeudato al Vescovo di Bergamo.
Dopo l'anno mille, cominciarono a svilupparsi dei nuclei ben definiti in quelli che adesso sono i centri di Nasolino e Valzurio, come testimoniato da parti di muratura risalenti ad un periodo compreso tra l'XI ed il XII secolo.

### La Serenissima
Con l'avvento del periodo comunale, nel corso del XIV secolo i borghi di Nasolino e Valzurio vennero inclusi nella Circoscrizione comunale di Clusone, con le aree del Moschel e di Pagherolo adibite a zona di compascolo.
Nel tardo medioevo si verificarono importanti innovazioni tecnologiche, che diedero positivi risvolti anche in ambito economico. Sfruttando la vicinanza delle miniere e la ricchezza d'acqua di cui disponeva il territorio, lungo il corso del torrente Ogna vennero introdotte alcune fucine che permisero la lavorazione di metalli, dai quali si ottenevano sia utensili ed attrezzi, ma soprattutto chiodi. Inoltre la forza motrice dell'acqua dello stesso torrente permise la creazione di alcune cartiere, la cui carta prodotta era ritenuta di buona qualità. 
Anche l'agricoltura e la pastorizia fecero enormi passi, permettendo la produzione e la lavorazione di un tipo di tessuto utilizzato dagli eserciti, in quanto caldo e molto robusto, denominato panno grosso bergamasco.
La positiva condizione commerciale e produttiva ricevette un ulteriore impulso quando, nella prima metà del XV secolo, si verificò il passaggio dell'intera zona alla Repubblica di Venezia, avvenuto nel 1427 dopo un'espressa richiesta di Bergamo e delle sue valli, e ratificato dalla Pace di Ferrara del 1428. La Serenissima garantì una diminuzione della pressione fiscale ed offrì maggiore autonomia, dando inizio ad un periodo contrassegnato da tranquillità sociale in cui l'intera zona continuò a prosperare. 
Pian piano anche la coscienza degli abitanti cominciò a desiderare una maggiore autonomia, sia amministrativa che religiosa, da Clusone.

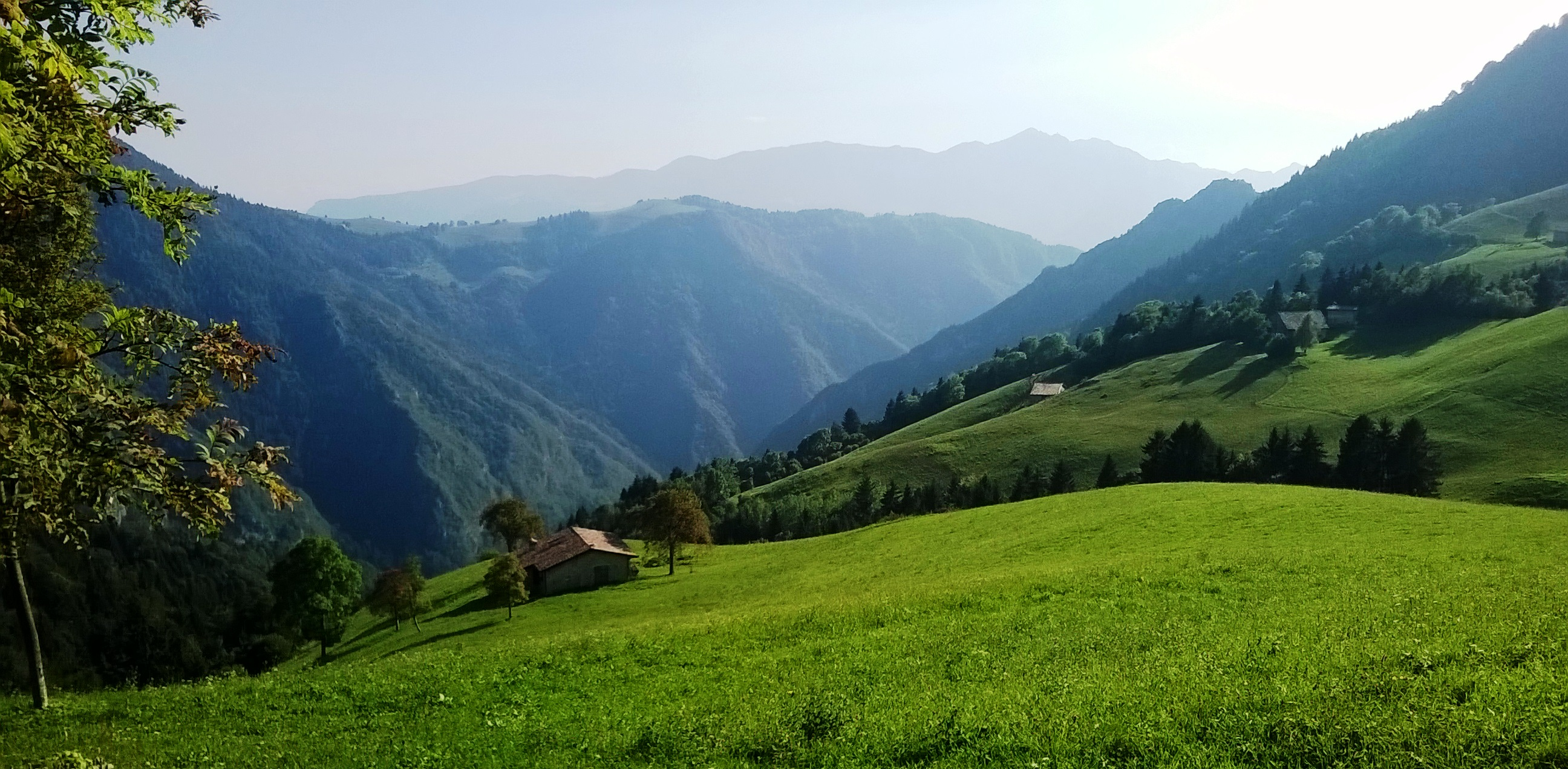
La località Colle Palazzo, luogo adibito alla pastorizia fin dall'epoca medievale

Fu così che l'8 settembre 1506 la chiesa di Nasolino riuscì ad elevarsi a parrocchia, seguita qualche decennio più tardi da quella di Valzurio. Una leggenda riporta che gli abitanti, stanchi di dover percorrere lunghi ed angusti sentieri per giungere a Clusone al fine di battezzare i propri neonati, chiesero di ergersi a parrocchia. La richiesta fu accolta soltanto in seguito all'episodio che vide un gruppo di fedeli attaccato da un branco di lupi che sbranò due fanciulli.
L'indipendenza religiosa fu preludio per quella a livello amministrativo, per la quale si dovette aspettare fino al 1636, quando Oltrascenda si separò da Clusone: la Senda era difatti la strada che separava il capoluogo baradello dagli altri borghi. La nuova entità inizialmente comprendeva anche Villa, Ogna e Piario, borghi da cui Valzurio e Nasolino si separarono nel 1648, assumendo la denominazione di Oltrescenda Alta (così citato anche nei documenti del XVIII secolo).
Nella seconda parte del XVIII secolo si verificarono numerose variazioni in ambito amministrativo, tanto che nel 1776 fonti coeve riportavano situazioni differenti. È il caso di quando lo storico Giovanni Maironi da Ponte, nel suo Dizionario Odeporico della Provincia Bergamasca indicava Valzurio e Nasolino aggregate ai borghi di Villa e Ogna sotto la denominazione di Oltressenda Bassa, mentre lTemplate:’Ufficio fiscale riportava Nasolino e Valzurio separate in entità a sé stanti. Infine il Repertorio esteso dei sindaci generali descrive le due contrade unite sotto il nome di Oltressenda Alta.

### Dalla dominazione francese ai giorni nostri

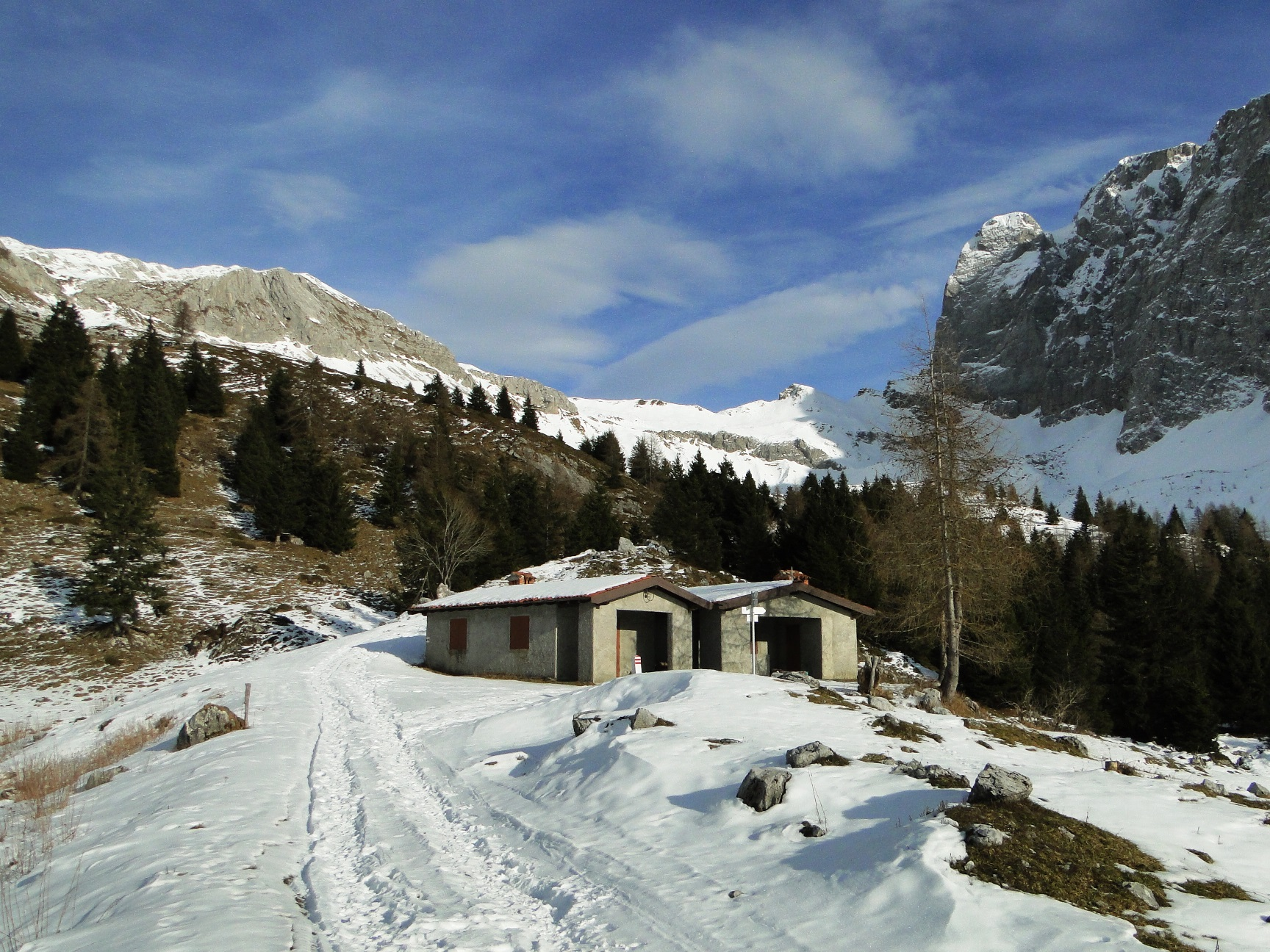
La baita di mezzo di Pagherola, nella zona di estrazione mineraria

Ma il potere della Repubblica di Venezia era ormai agli sgoccioli, tanto che nello stesso anno, in seguito al trattato di Campoformio del 1797, venne sostituita dalla napoleonica Repubblica Cispadana. 
Il cambio di dominazione portò una serie di mutazioni in ambito amministrativo: nel 1797 venne ratificata la divisione tra Valzurio e Nasolino in due comuni separati, mentre già l'anno successivo la scissione venne ricomposta nell'entità Valzurio con Nasolino.
Tuttavia questa nel 1809, nell'ambito di un'imponente opera di accorpamento dei piccoli centri ai più grandi, fu inglobata al vicino comune di Clusone unitamente a Villa ed Ogna (allora denominata Oltressenda Bassa), Rovetta e Piario.
La macro-unione tra i borghi durò poco, dal momento che nel 1816, in occasione del nuovo cambio di governo che vide subentrare l'austriaco Regno Lombardo-Veneto alle istituzioni francesi, questi vennero nuovamente scissi, con Villa ed Ogna che andarono a ricreare l'entità denominata Oltressenda Bassa.
Non sono molte le documentazioni di quel periodo riguardanti questo piccolo borgo, che ha sempre vissuto nella più assoluta tranquillità, scandita dai ritmi della natura che ha fornito la principale fonte di sussistenza agli abitanti, garantendo agricoltura e allevamento, ma anche attività estrattive di minerali. Infatti nella seconda parte del XIX secolo, contestualmente all'Unità d'Italia, si verificò uno sviluppo dell'industria estrattiva con la barite come principale elemento estratto.
Nel 1928 il regime fascista, nell'ambito di una riorganizzazione amministrativa volta a favorire i grossi centri a scapito dei più piccoli, unì nuovamente il comune a Oltresenda Bassa e Piario in un'entità denominata Villa d'Ogna. L'unione durò fino al termine della seconda guerra mondiale, quando nel 1946 la quasi totalità dei residenti firmò una petizione al fine di ripristinare la precedente istituzione amministrativa, anche se l'istanza venne ratificata e resa esecutiva soltanto nel giugno del 1958.
Nel luglio del 1944 Villa d'Ogna fu teatro di due rastrellamenti ad opera di soldati nazi-fascisti. Nella giornata del 14 luglio la contrada di Valzurio venne data alle fiamme; i soldati nazi-fascisti erano infatti alla ricerca di alcuni partigiani rifugiatisi sul territorio. I rastrellamenti causarono la morte di 5 persone.

In quegli anni si verificò una progressiva diminuzione degli abitanti, situazione comune ad altri borghi montani, tanto che il numero scese al di sotto delle 200 unità. Soltanto sul finire del XX secolo vi fu un'inversione di tendenza, anche grazie a nuovi piccoli insediamenti presso Nasolino, che acquisì una sempre maggiore predominanza nei confronti di Valzurio.

### Simboli
Lo stemma e il gonfalone sono stati concessi con decreto del presidente della Repubblica del 30 marzo 2004.
Il gonfalone è un drappo di rosso.

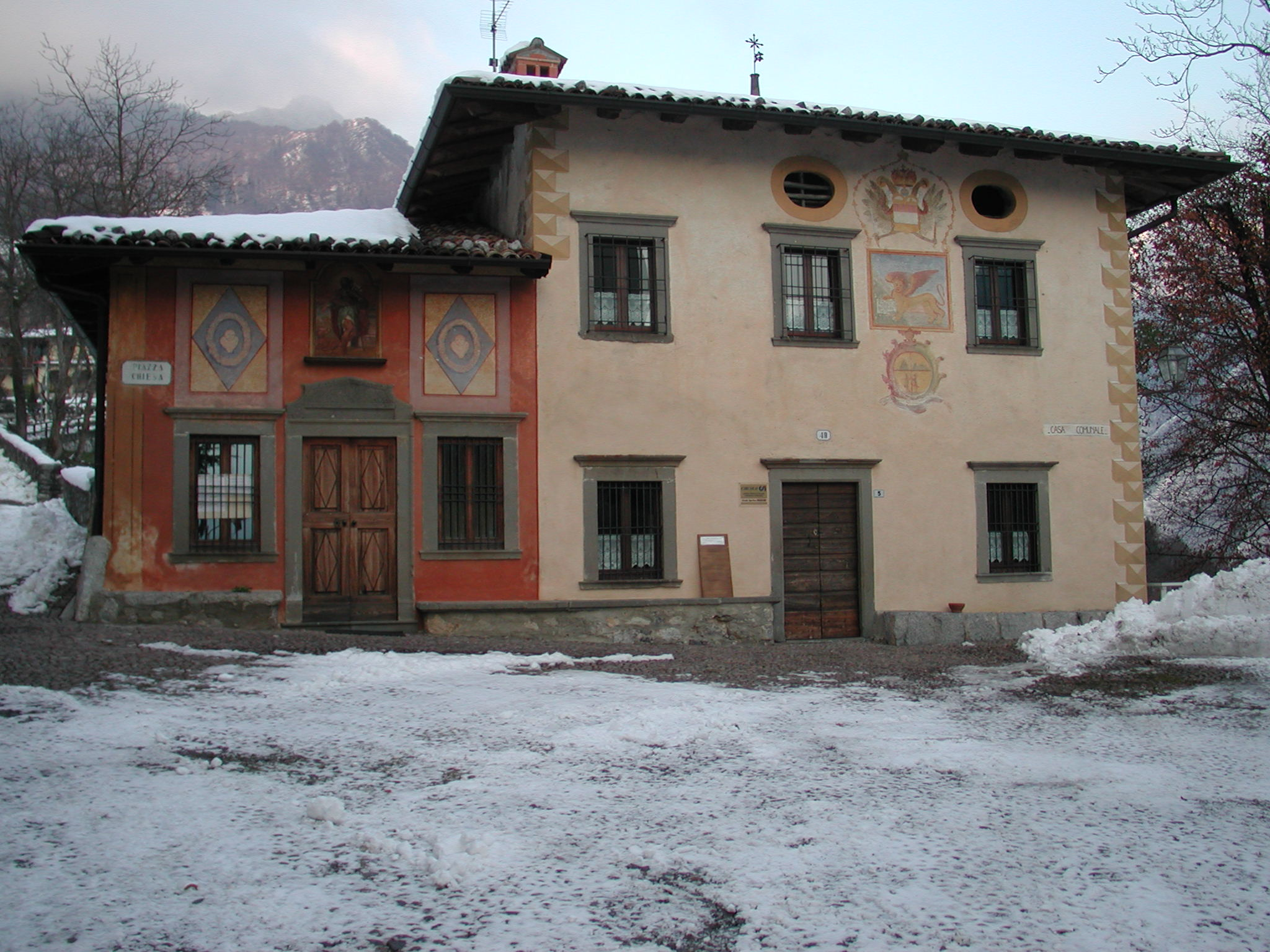
Antico palazzo comunale

Lo stemma riprende l'emblema presente sulla facciata della vecchia casa comunale, sotto agli emblemi dell'Impero austriaco e della Repubblica di Venezia, e databile tra il XVII e XVIII, che presumibilmente era lo stemma del comune nei secoli passati.
L'oro e il rosso sono i colori del capoluogo Bergamo. Le montagne evocano la collocazione geografica di Oltressenda Alta e ricordano che le risorse dei monti sono fonte di sostentamento per il paese. Il lupo viveva nei boschi della Valzurio alla fine dell'800, il grifone, mitologico guardiano delle ricchezze, è un animale chimerico nobile e forte.
La croce è simbolo della tradizione e della fede religiosa.

## Monumenti e luoghi d'interesse

### Architetture religiose

#### Chiesa parrocchiale di San Bernardo in Nasolino

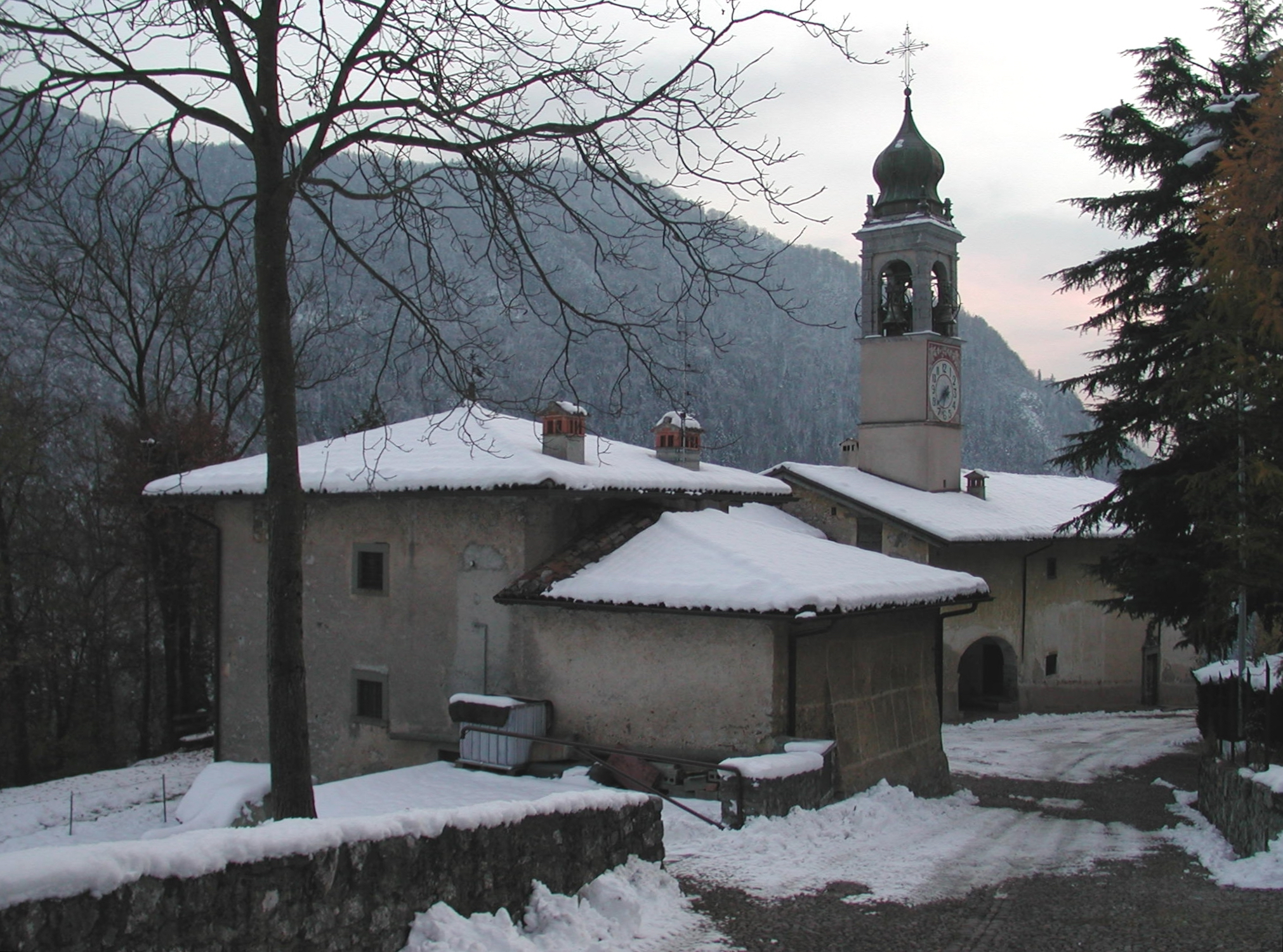
Chiesa parrocchiale di San Bernardo

Il nucleo originale della chiesa risale alla seconda parte del XV secolo, essendo citata in documenti del 1486, anche se fu consacrata nel 1546 dal vescovo Vittore Soranzo, coadiutore del Cardinal Bembo. Presenta una facciata dalle linee semplici, preceduta da un porticato aperto su tre lati e costituito da due colonne sormontate da una volta a crociera. La struttura è a navata singola ricoperta da una volta a botte, nella quale si aprono sei cappellette laterali. Il presbiterio, leggermente più stretto, è a pianta rettangolare. All'interno si possono ammirare sculture di scuola fantoniana, affreschi e stucchi del XVII e XVIII secolo tra cui una tavola di Rizzo di Santa Croce.

#### Chiesa parrocchiale di Santa Margherita in Valzurio
L'edificio, risalente ad un periodo prossimo alla fine del XV e l'inizio del XVI secolo, è una costruzione irregolare ma si presenta bene inserita nell'ambiente, con un ampio portico che si sviluppa su due lati dell'edificio con eleganti colonnette in pietra locale.
L'ingresso principale è costituito da un portale settecentesco in pietra sagomata sormontato da uno stemma in marmo bianco fiancheggiato da due angioli e porta inciso il detto latino "non ore orando solo", mentre il portale laterale è molto più antico e reca la data del 1511.
La struttura, costituita da una breve aula a volta con il presbiterio a pianta ottagonale, custodisce numerose opere di buon pregio. Tra queste vi è l'ancona in stucco che racchiude la pala raffigurante la Vergine Maria con il Bambino e ai lati la patrona Santa Margherita e Sant'Antonio abate. Degne di nota sono anche le statue lignee di scuola fantoniana che, commissionate nel 1777, rappresentano San Rocco e San Sebastiano.
Il quadro dei santi è di buona fattura, tanto che qualcuno lo attribuisce a Gerolamo da Santa Croce, ma venne seriamente deturpato da successive ridipinture.

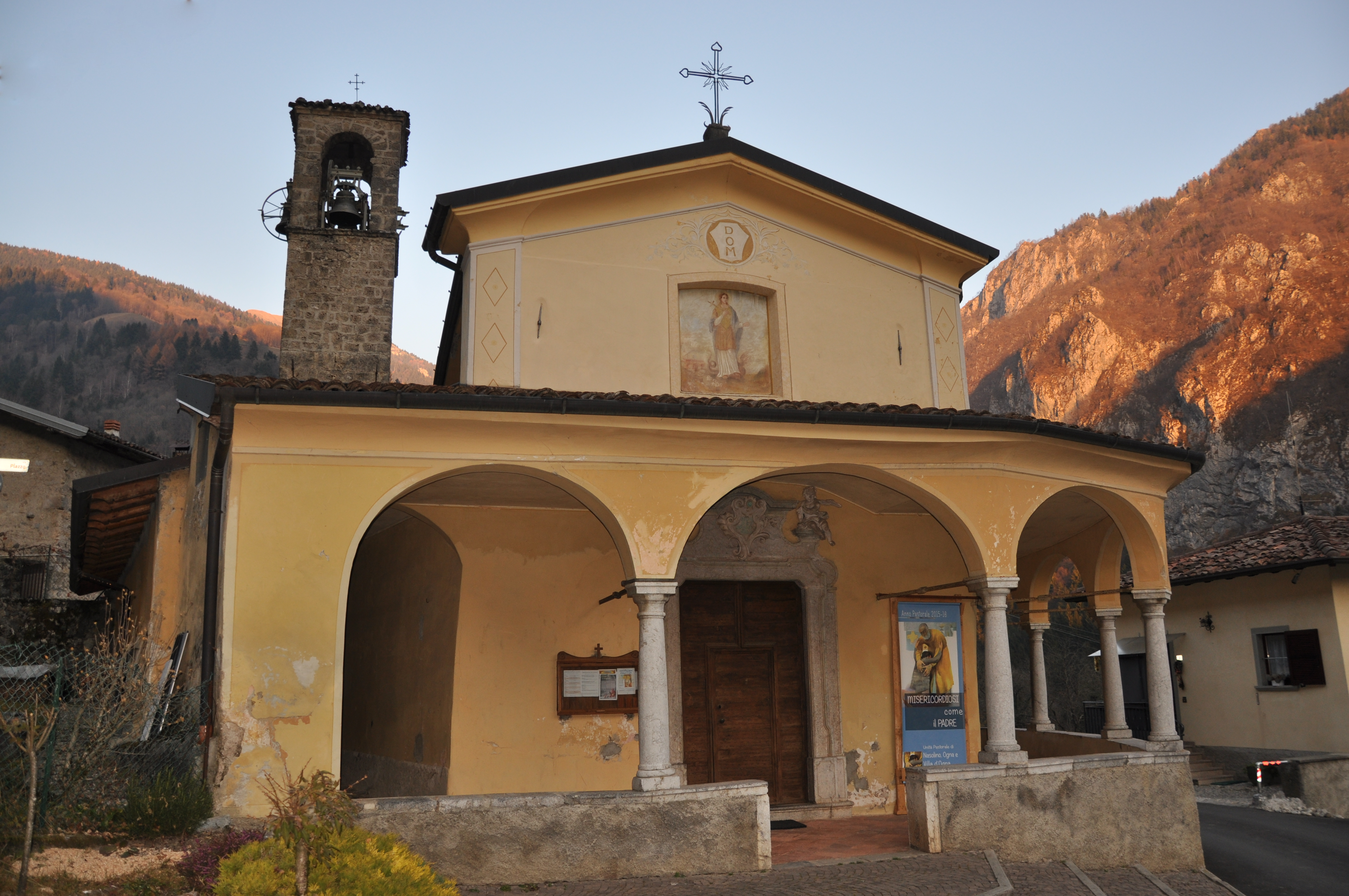
Chiesa parrocchiale di Santa Margherita in Valzurio

Nella tazza è dipinta la gloria di Santa Margherita e nei pennacchi i quattro evangelisti: si può dire che siano stati rifatti a nuovo nel 1953 dai fratelli Manini insieme con la decorazione di tutto l'interno.
L'altare maggiore di stile neoclassico è di parecchio più recente, databile verso la metà del XIX secolo, mentre l'altare dei morti è in legno ed è sovrastato dalla pala di Bartolomeo Litterini (risalente al 1719) che raffigura la Trinità che incorona la Vergine con ai lati San Giuseppe e San Bernardino da Siena da un lato, e dall'altro l'angelo che libera le anime del purgatorio raffigurate alla base del quadro.
Il vero gioiello della chiesa è l'altare della Madonna del Rosario, un'opera di scuola fantoniana in marmo policromo con angeli adoranti, le statue di San Domenico e di Santa Caterina da Siena e un medaglione nel paliotto raffigura la fuga in Egitto. Nella nicchia al centro è alloggiata la statua della Vergine del Rosario, pure questa fantoniana.
Nella stessa cappella ai lati, in nicchie, vi sono le statue di Santa Margherita e di Sant'Antonio da Padova, mentre sulla volta della navata vi è il dipinto dell'Annunciazione della Vergine.
Sopra il portale di ingresso è installato l'organo fabbricato dai Perolini di Villa d'Ogna nel 1839.
Il campanile, situato a sinistra dell'edificio, è in pietra locale e porta incisa la data del 1637 e fu sopraelevato di una campata nel 1961. In esso si trovano tre campane che, fuse a Crema dai Crespi nel 1823, furono consacrate del vescovo Pietro Mola nello stesso anno.

#### Altri edifici
Importanti segni della devozione popolare sono riscontrabili in numerose località. Si va dalla Cappella di Bregn, antico luogo di sosta dei 

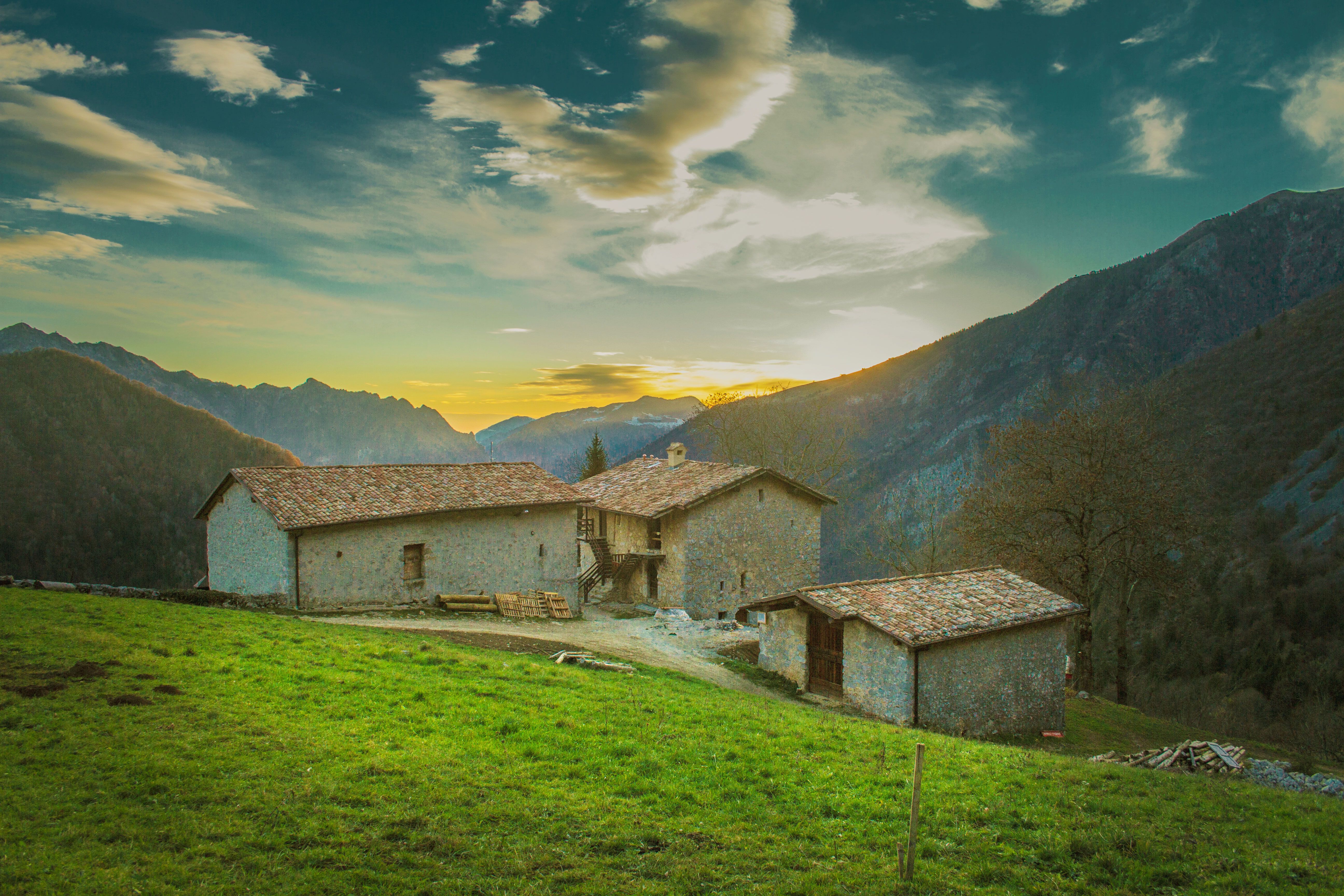
Contrada Bricconi

carrettieri a metà strada tra Nasolino e Valzurio e sottoposta a recupero nel 2008, alle piccole chiese ausiliarie collocate nelle contrade. Tra queste vi è la chiesetta di san Giacomo Apostolo, posta in 

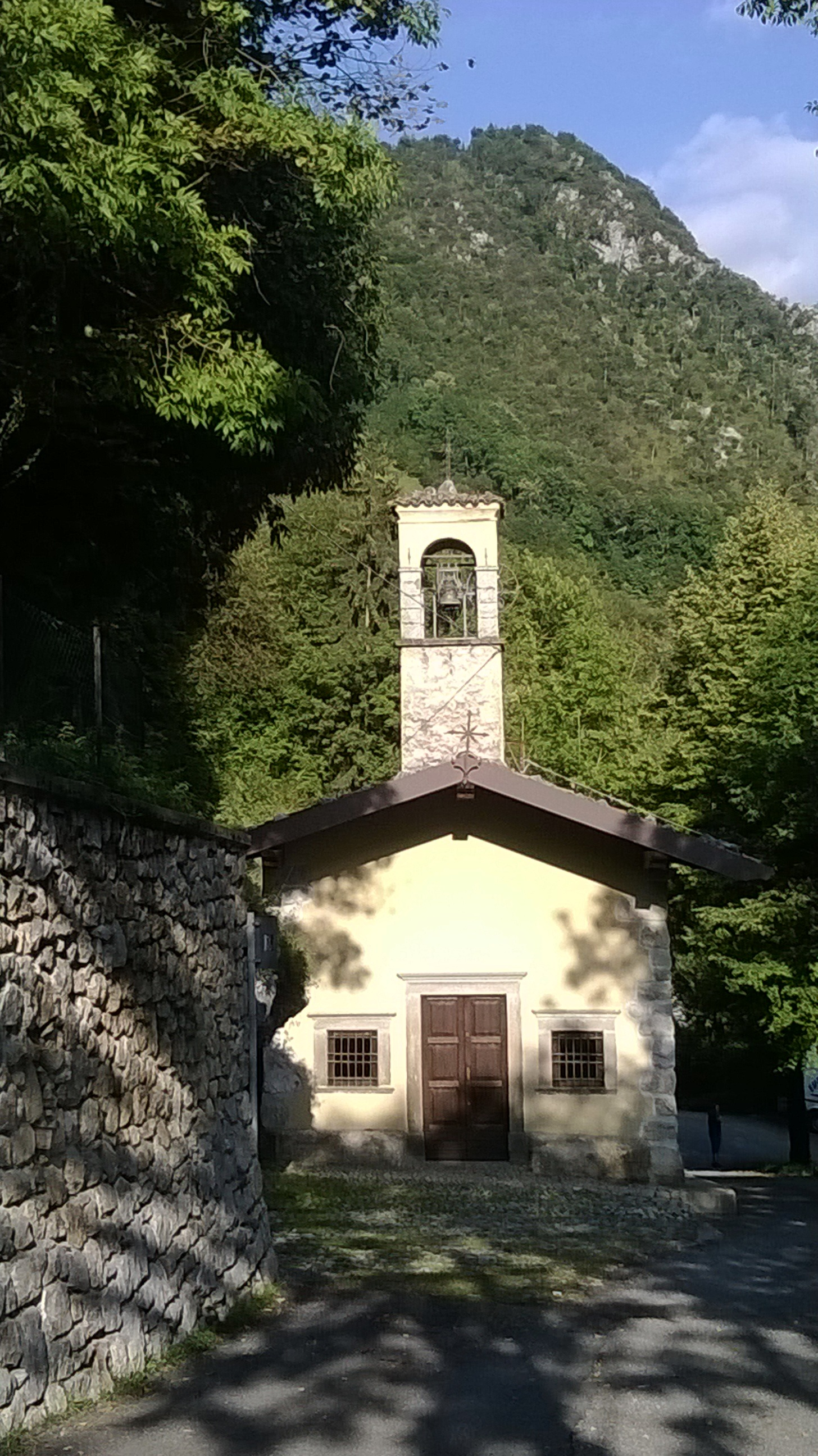
Chiesa della Madonna della Neve in contrada Dosso

località Colle Palazzo a un'altezza di 1.267 m s.l.m. Edificata nel XV secolo, presenta affreschi di buon pregio, tra cui una Vergine con il Bambino in fasce sulle ginocchia, restaurato al termine del XX secolo, a fianco del quale sono rappresentati dipinti di san Giacomo, sulla destra, e sant'Antonio, sulla destra, quest'ultimo datato 1482, dipinti attribuiti a Giacomo Busca.
A questa si aggiungono l'oratorio di Santa Maria al Dosso e la chiesa di San Francesco. Il primo, che fiancheggia la strada che conduce nell'omonima località a monte di Nasolino, è una costruzione risalente alla fine del XVI secolo, dalle dimensioni modeste e che possiede una struttura con una singola navata suddivisa in tre campate, l'ultima delle quali forma il presbiterio, nel quale si trova un altare marmoreo. La seconda è collocata nella contrada Spinelli e venne edificata nella prima parte del XVI secolo in luogo di un piccolo edificio di culto preesistente. Presenta un lineamenti semplici ed una struttura a navata singola divisa in due campate.
In ambito civile, molto interessanti sono i numerosi borghi che costellano il territorio comunale. In essi sono presenti le caratteristiche edili tipiche delle costruzioni rurali alpine, riscontrabili presso le contrade Spinelli, Dosso e Bricconi, ma anche baite ed alpeggi nelle località Verzuda, Pagherola, Pizzoli, Campello, Colle Palazzo e Baite del Möschel.

### Aree naturali

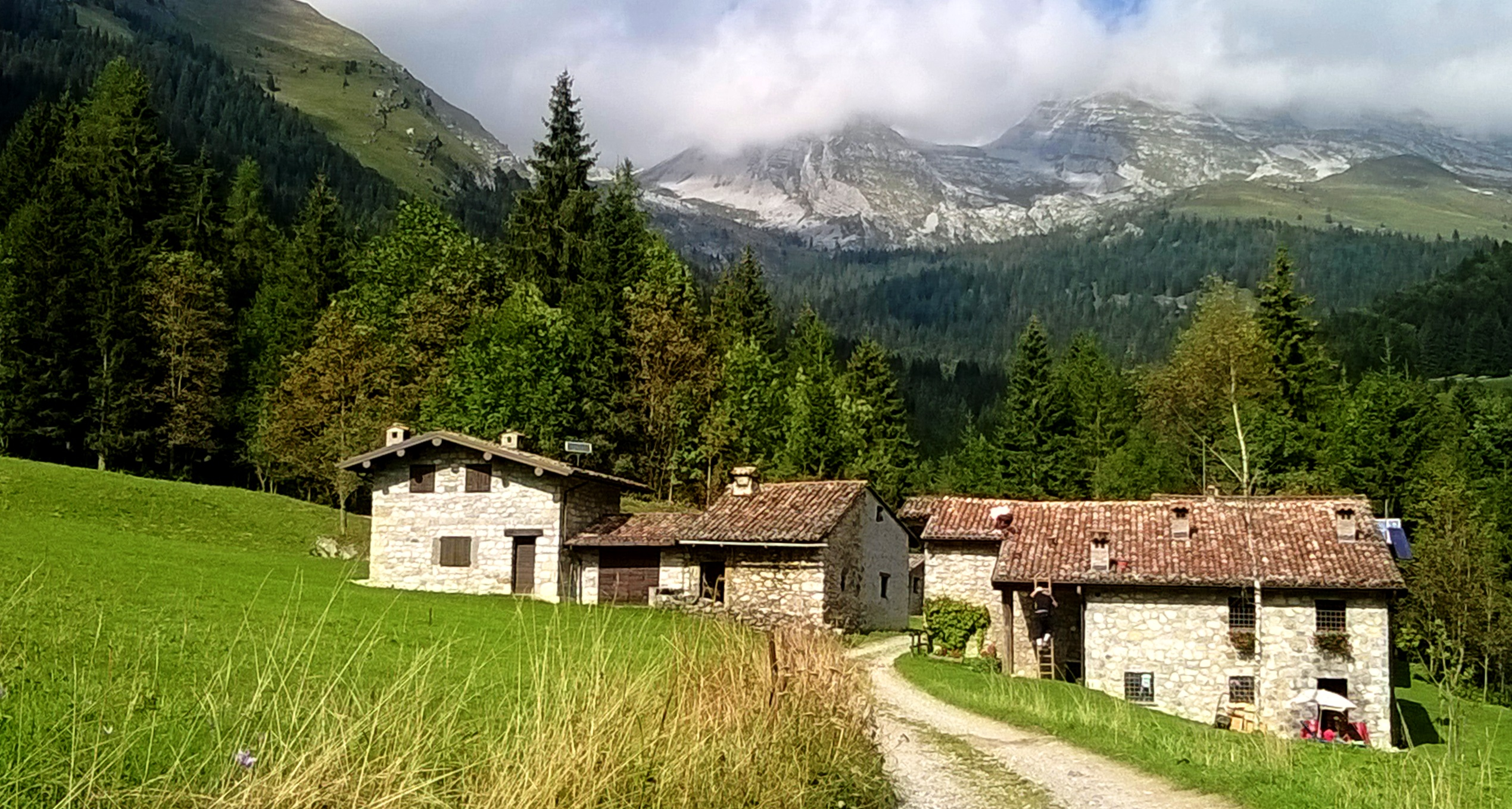
Le baite del Moschel

Quest'ultima località, composta da baite costruite in stile alpino in una verde conca posta dopo una fitta pineta alla base della Presolana, è meta di escursioni. Tra le escursioni possibili, spiccano le vie che portano alle baite di Pagherola, poi al passo dello Scagnello ed al rifugio Albani, presso il quale si interseca il Sentiero delle Orobie Orientali (traccia C.A.I. numero 311), che corre sul crinale che segna il confine settentrionale del comune con il segnavia 401. Vi sono poi i sentieri che conducono al passo degli Omini e quindi in val Sedornia (traccia numero 314) ed al Rifugio Rino Olmo ed al Passo Pozzera (numero 320).
Degno di nota è anche il Sentiero dell'Alto Serio. Proveniente dalla cima Blum, ridiscende presso il borgo di Valzurio, si snoda lungo il torrente Ogna fino alle baite del Moschel, per poi inoltrarsi nella pineta che conduce a Colle Palazzo, da cui si apre una visuale ad ampio raggio sui monti circostanti.

## Società

### Evoluzione demografica
Abitanti censiti

## Popolazione
Con i suoi 135 abitanti, il comune si colloca al 123º posto tra i comuni con meno di 150 abitanti.

### Etnie e minoranze straniere
Gli stranieri residenti nel comune sono 6, ovvero una percentuale pari al 3.5% della popolazione, una delle percentuali più basse della zona.

## Geografia antropica

### Sede comunale
Nasolino

### Frazioni
Valzurio

### Contrade
Dosso, Camai, Spinelli, Plazzo

### Urbanistica
Il comune è un comune italiano sparso, ovvero composto da frazioni la cui denominazione è diversa da quella della frazione in cui ha sede il municipio. Il nucleo abitativo principale è Nasolino, ovvero il borgo posto più a valle, nel quale si concentra il maggior numero di abitanti. Il secondo in ordine di grandezza è Valzurio, posto poco più a monte.
Man mano che ci si addentra nella valle del torrente Ogna, si trovano altri piccoli agglomerati urbani, alcuni posti nel fondovalle, altri abbarbicati sulle pendici dei monti Ba e Timogno. Tra questi, gran parte dei quali ormai quasi completamente disabitati, si segnalano Spinelli, Dosso, Bricconi, Pizzoli, Campello, Colle Palazzo e Baite del Möschel. Numerose di queste contrade presentano baite tipiche costruite in perfetto stile alpino.

## Amministrazione
| Periodo        | Periodo        | Primo cittadino     | Partito                                     | Carica  | Note |
| -------------- | -------------- | ------------------- | ------------------------------------------- | ------- | ---- |
| 6 giugno 1993  | 26 aprile 1997 | Lucia Bellini       | DC                                          | Sindaco |      |
| 27 aprile 1997 | 13 maggio 2001 | Lucia Bellini       | PPI                                         | Sindaco |      |
| 14 maggio 2001 | 29 maggio 2006 | Gian Maria Tomasoni | PPI                                         | Sindaco |      |
| 30 maggio 2006 | 15 maggio 2011 | Gian Maria Tomasoni | lista civica Insieme                        | Sindaco |      |
| 16 maggio 2011 | 5 giugno 2016  | Michele Vanoncini   | lista civica "Insieme per Oltressenda Alta" | Sindaco |      |
| 5 giugno 2016  | in carica      | Giulio Baronchelli  | lista civica "Insieme per Oltressenda Alta" | Sindaco |      |